# Понте-ді-Леньо
Понте-ді-Леньо (італ. Ponte di Legno) — муніципалітет в Італії, у регіоні Ломбардія, провінція Брешія.
Понте-ді-Леньо розташоване на відстані близько 510 км на північ від Рима, 135 км на північний схід від Мілана, 90 км на північ від Брешії.
Населення — 1748 осіб (2014).

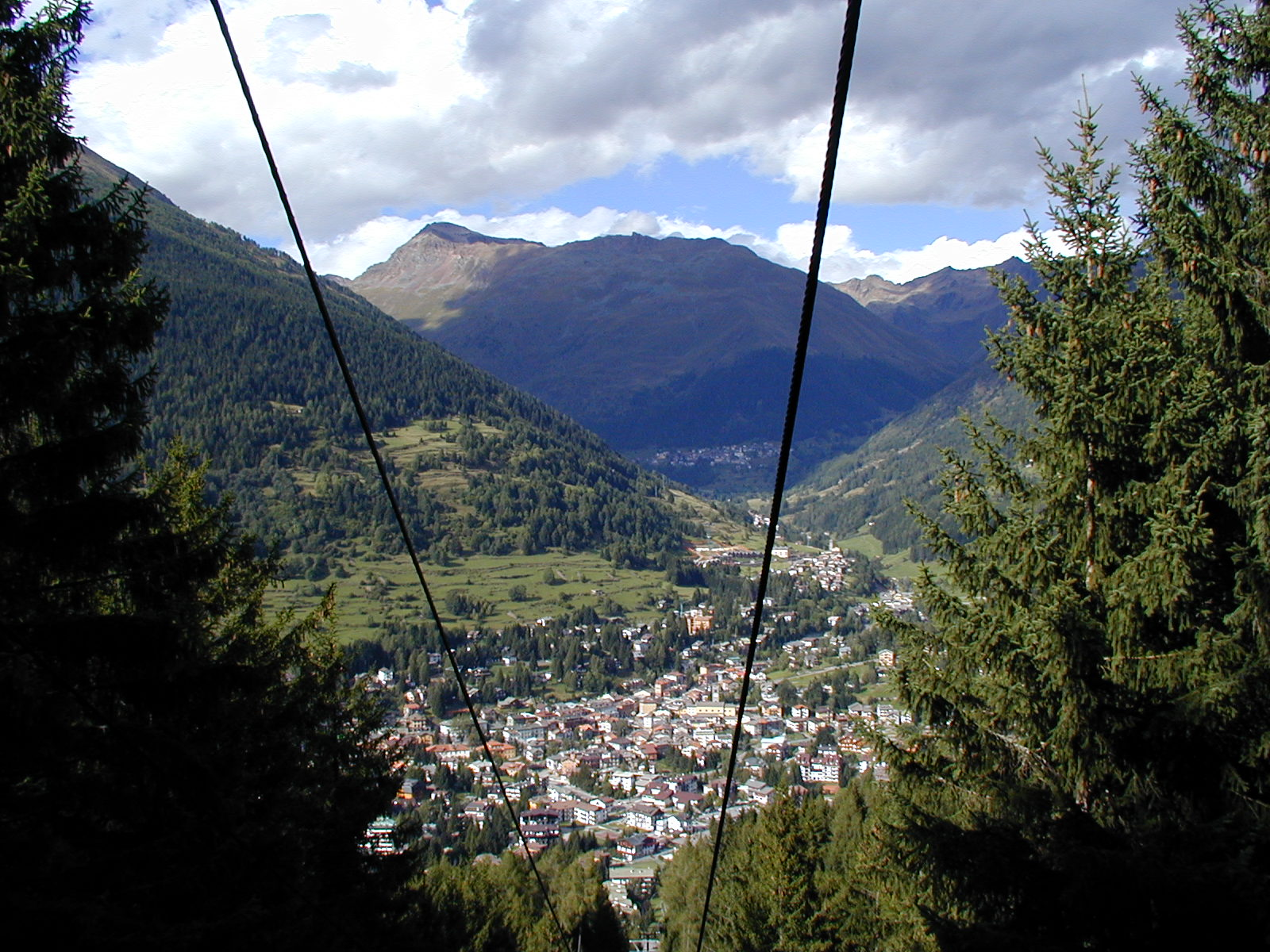

Щорічний фестиваль відбувається 5 червня. Покровитель — Trinità.

## Демографія
Населення за роками:

Станом на 1 січня 2023 року в муніципалітеті офіційно проживало 68 іноземців з 15 країн, серед них 10 громадян країн Євросоюзу та 4 громадяни України.

## Міста-побратими
- Рекко, Італія

## Сусідні муніципалітети
- Едоло
- Пеїо
- Савьоре-делл'Адамелло
- Сондало
- Сп'яццо
- Тему
- Вальфурва
- Вермільйо
- Вецца-д'Ольйо
- Віоне